# Ruth Astle
Ruth Astle (* 7. Juli 1989 als Ruth Purbrook) ist eine britische Triathletin. Sie ist Ironman-Siegerin (2021) und wird geführt in der Bestenliste britischer Triathletinnen auf der Ironman-Distanz.

## Werdegang
Ruth Purbrook wurde 2015 in Spanien als Amateur-Athletin Dritte bei der Europameisterschaft Duathlon.
2019 war sie die schnellste Amateur-Starterin bei den Ironman 70.3-Europameisterschaften und beim Ironman Hawaii belegte die 30-Jährige als schnellste Amateurin den 17. Rang.
Sie startet seit der Saison 2020 als Profi-Athletin.
Im Oktober 2021 gewann die seit ihrer Hochzeit als Ruth Astle startende Britin den Ironman Mallorca, stellte einen neuen Streckenrekord ein und fünf Wochen später konnte sie auch den Ironman South Africa für sich entscheiden.
Im Mai 2022 wurde sie Fünfte bei den erstmals außerhalb von Hawaii ausgetragenen und vom Oktober 2021 verschobenen Ironman World Championships. Im November gewann die 33-Jährige in neuer persönlicher Bestzeit die Erstaustragung des Ironman Israel und damit ihr drittes Ironman-Rennen.

## Sportliche Erfolge
| Datum/Jahr    | Rang | Wettbewerb                          | Austragungsort | Zeit     | Bemerkung                                                                                                 |
| ------------- | ---- | ----------------------------------- | -------------- | -------- | --- |
| 27. Apr. 2025 | 11   | Ironman 70.3 Valencia               | Valencia       | 04:17:56 | |
| 22. Apr. 2023 | 7    | Challenge Gran Canaria              | Mogán          | 04:26:12 | [ 5 ] |
| 2. Apr. 2022  | 9    | Ironman 70.3 California             | Oceanside      | 04:18:36 | hinter der US-Amerikanerin Taylor Knibb                                                                   |
| 23. Juni 2019 | 12   | Ironman 70.3 European Championships | Helsingør      | 04:26:15 | beim Ironman 70.3 Kronborg-Elsinore                                                                       |
| 18. Sep. 2015 | 16   | ITU World Championship Series 2015  | Chicago        | 02:13:47 | Grand Final – Triathlon-Weltmeisterschaft auf der olympischen Distanz; Rang 16 in der Altersklasse F25-29 |

| Datum/Jahr    | Rang | Wettbewerb                 | Austragungsort  | Zeit     | Bemerkung                                                      |
| ------------- | ---- | -------------------------- | --------------- | -------- | -------------------------------------------------------------- |
| 30. März 2025 | DNF  | Ironman South Africa       | Port Elizabeth  | –        |                                                                |
| 22. Sep. 2024 | DNF  | Ironman World Championship | Nizza           | –        |                                                                |
| 14. Juli 2024 | 3    | Ironman Vitoria-Gasteiz    | Vitoria-Gasteiz | 08:38:07 |                                                                |
| 16. Okt. 2023 | 12   | Ironman Hawaii             | Hawaii          | 08:55:35 |                                                                |
| 25. Nov. 2022 | 1    | Ironman Israel             | Tiberias        | 08:41:13 | Siegerin der Erstaustragung in persönlicher Bestzeit           |
| 6. Okt. 2022  | 14   | Ironman Hawaii             | Hawaii          | 09:20:37 | [ 7 ]                                                          |
| 7. Mai 2022   | 5    | Ironman St. George         | St. George      | 09:00:09 | Ironman World Championships 2021                               |
| 21. Nov. 2021 | 1    | Ironman South Africa       | Port Elizabeth  | 08:38:49 | verkürzte Schwimmdistanz                                       |
| 16. Okt. 2021 | 1    | Ironman Mallorca           | Alcúdia         | 08:59:15 | Neuer Streckenrekord                                           |
| 7. Nov. 2020  | 4    | Ironman Florida            | Panama City     | 09:04:03 |                                                                |
| 12. Okt. 2019 | 17   | Ironman Hawaii             | Hawaii          | 09:20:06 | schnellste Amateur-Starterin, Siegerin der Altersklasse F30-34 |
| 7. Juli 2019  | 8    | Challenge Roth             | Roth            | 09:12:15 | schnellste Amateurin                                           |
| 13. Okt. 2018 | 30   | Ironman Hawaii             | Hawaii          | 09:33:47 | Altersklassen-Siegerin F25-29                                  |
| 14. Okt. 2017 |      | Ironman Hawaii             | Hawaii          |          | Dritte der Altersklasse F25-29                                 |

| Datum/Jahr    | Rang | Wettbewerb                                                       | Austragungsort | Zeit     | Bemerkung           |
| ------------- | ---- | ---------------------------------------------------------------- | -------------- | -------- | ------------------- |
| 26. Apr. 2015 | 3    | ETU Sprint and Standard Distance Duathlon European Championships | Alcobendas     | 02:23:50 | Altersklasse F25-29 |

(DNF – Did Not Finish)